# 김종회 (1965년)
김종회(金鍾懷, 1965년 8월 24일 ~ )는 대한민국의 정치인이다. 호(號)는 청곡(靑谷)이다.

## 학력
- 성동국민학교 졸업
- 만경중학교 졸업
- 고졸검정고시 졸업
- 1985 ~ 1989 원광대학교 법학과 학사
- 1994 ~ 1996 성균관대학교 대학원 문학 석사
- 2007 ~ 2010 원광대학교 한의학전문대학원 한의학 박사

## 경력
- 2005.06 ~ 2016.06 사단법인 학성강학연구회 이사장
- 2009.07 ~ 2011.06 민주평화통일자문회의 자문위원
- 2010.03 ~ 2012.02 원광대학교 한의예과 겸임교수
- 2015.04 ~ 2015.12 새정치민주연합 정책위원회 부의장
- 2016.05 ~ 2020.05 제20대 국회의원 (전북 김제시·부안군, 국민의당→무소속→민주평화당→무소속→대안신당→민생당→무소속, 초선)
  - 2016.06 ~ 2018.05 제20대 국회 전반기 농림축산식품해양수산위원회 위원
  - 2016.06 ~ 2017.05 제20대 국회 전반기 예산결산특별위원회 위원
  - 2017.11 ~ 2018.05 제20대 국회 전반기 예산결산특별위원회 위원
  - 2018.07 제20대 국회 하반기 농림축산식품해양수산위원회 간사
  - 2018.07 ~ 2020.05 제20대 국회 후반기 농림축산식품해양수산위원회 위원
- 2016.06 ~ 2018.02 국민의당 전라북도당 김제시부안군 지역위원회 위원장
- 2016.10 ~ 2018.02 국민의당 쌀값대폭락특별대책위원회 위원
- 2016.11 ~ 2017.05 국민의당 원내대외협력부대표
- 2016.12 ~ 2017.01 국민의당 중앙선거관리위원회 부위원장
- 2016.12 ~ 2018.02 국민의당 AI대책특별위원회 위원
- 2017.02 ~ 2018.02 국민의당 전국농어민위원회 위원장
- 2017.02 제25회 세계잼버리 대한민국 유치위원회 부위원장
- 2017.04 제19대 대통령선거 국민의당 강원도당 공동선거대책위원회 위원장
- 2017.04 ~ 2017.05 제19대 대통령선거 국민의당 안철수후보 중앙선거대책위원회 전국농어민위원회 위원장
- 2017.05 ~ 2018.02 국민의당 원내부대표 (당무)
- 2017.05 ~ 2018.02 국민의당 전국중앙위원회 부의장
- 2017.09 ~ 2018.02 국민의당 전라북도당 위원장 직무대행
- 2018.02 ~ 2019.08 민주평화당 전라북도당 위원장
- 2018.02 ~ 2019.08 민주평화당 제3정책조정위원회 위원장(산자국토농해수)
- 2020.01 ~ 2020.02 대안신당 사무총장
- 2020.02 ~ 2020.03 민생당
- 2020.03 ~ 2021.12 민생당 탈당
- 2021.12 ~ 2022.05 더불어민주당 복당
- 2022.05 ~ 더불어민주당 탈당

## 역대 선거 결과
|  | 45.96% |

|  | 27.14% |

|  | 41.48% |

## 소속 정당
| 소속 정당 | 소속 정당      | 소속 기간 | 비고      |
| --------- | -------------- | --------- | --------- |
|           | 새정치민주연합 | 2014~2015 | 정계 입문 |
|           | 더불어민주당   | 2015~2016 | 당명 변경 |
|           | 무소속         | 2016      | 탈당      |
|           | 국민의당       | 2016~2018 | 창당      |
|           | 무소속         | 2018      | 탈당      |
|           | 민주평화당     | 2018~2019 | 창당      |
|           | 무소속         | 2019~2020 | 탈당      |
|           | 대안신당       | 2020      | 창당      |
|           | 민생당         | 2020      | 합당      |
|           | 무소속         | 2020~2021 | 탈당      |
|           | 더불어민주당   | 2021~2022 | 복당      |
|           | 무소속         | 2022~현재 | 탈당      |

## 같이 보기
- 김제시·부안군
- 김제시의 국회의원
- 부안군의 국회의원